# Jardín botánico de la Universidad de Talca
El Jardín Botánico de la Universidad de Talca es un espacio natural que la Universidad de Talca (UTalca) abre a la comunidad en 2001, gracias a un convenio de cooperación con la Universidad Técnica de Dresden, Alemania.
El sector del Jardín Botánico, es un laboratorio natural de 10 hectáreas de extensión, que recrea la diversidad vegetal de la Región del Maule, Chile y el mundo, conserva ex situ plantas raras y amenazadas, apoya la actividad docente e investigación universitaria y genera espacios de educación y recreación para la comunidad.
El Arboretum, colindante al Jardín Botánico, es un área de tres hectáreas que alberga cerca de 250 distintas especies forestales nativas y alóctonas.
Además de sus atractivos senderos que permiten apreciar la biodiversidad del lugar, cuenta con sectores de descanso, dos lagunas artificiales y plazas con juegos infantiles.
Es miembro del BGCI, y su código de reconocimiento internacional como institución botánica, así como las siglas de su herbario es TALCA.

## Localización
El Jardín Botánico y Arboretum se encuentra en ubicado al interior del Campus Talca, de la Universidad de Talca.

## Historia
El proyecto del jardín botánico se origina en un convenio entre la Universidad de Talca y la Universidad Técnica de Dresde, Alemania bajo la dirección del ingeniero de paisaje Steffen Hahn, de nacionalidad alemana, y quien además es responsable de su desarrollo.
La inauguración de la primera sección del Jardín Botánico de unas 6,5 hectáreas tuvo lugar el 16 de enero del 2006 dentro de los actos de la XVII Reunión Nacional de la Sociedad de Botánica de Chile e incluyó: una ceremonia de inauguración, un recorrido por el jardín y una mesa redonda sobre los jardines botánicos. 

## Colecciones
Las especies de plantas establecidas son tanto de origen exótico como autóctonas y seleccionadas según el estado de conservación, rareza e interés pedagógico y científico. 
Además se considera la representación de diferentes biotopos vegetales de Chile y el mundo.